# Regen (Fluss)
Der Regen (tschechisch Řezná) ist ein  linker Nebenfluss der Donau, der große Teile des Bayerischen Waldes in Tschechien und vor allem Ostbayern entwässert. Er ist inklusive seiner Hauptquellflüsse 190,93 km lang und damit, nach der Naab, der zweitlängste Fluss der Oberpfalz. Mit einem Mündungsabfluss von fast 40 m³/s ist er, wiederum nach der Naab, der zweitgrößte linke Donauzufluss in Deutschland.

## Name
Die Germanen nannten den Fluss Regana. Von den Römern des Castra Regina, dem späteren Regensburg, wurde die Bezeichnung leicht abgewandelt als Reganum oder Reganus übernommen. Im 11. Jahrhundert, während der Zeit des Nordgau (Bayern), wurde der Fluss Regin geschrieben, auf einer Urkunde von 1140 erstmals Regen.
Über die genaue Bedeutung und Herkunft des Namens gibt es verschiedene Forschungsergebnisse, die auch einen keltischen Ursprung nicht ausschließen. Mehrere Orte am Flusslauf haben einen Bezug zum Flussnamen. So wurde die Stadt Regen vermutlich nach ihrer Lage am Fluss benannt. Regen ist auch Bestandteil der Ortsnamen Regendorf, Regenhütte, Regenpeilstein, Regenstauf und Weißenregen sowie des ursprünglichen Namens Reginhusen (‚Häuser am Regen‘) des Regensburger Stadtbezirks Reinhausen. Dagegen ist die Stadt Regensburg selbst, die im Mündungsgebiet des Flusses liegt, vom lateinischen Ortsnamen Castra Regina (Lager am Regen) abgeleitet und damit nur indirekt vom Flussnamen.

## Geographie

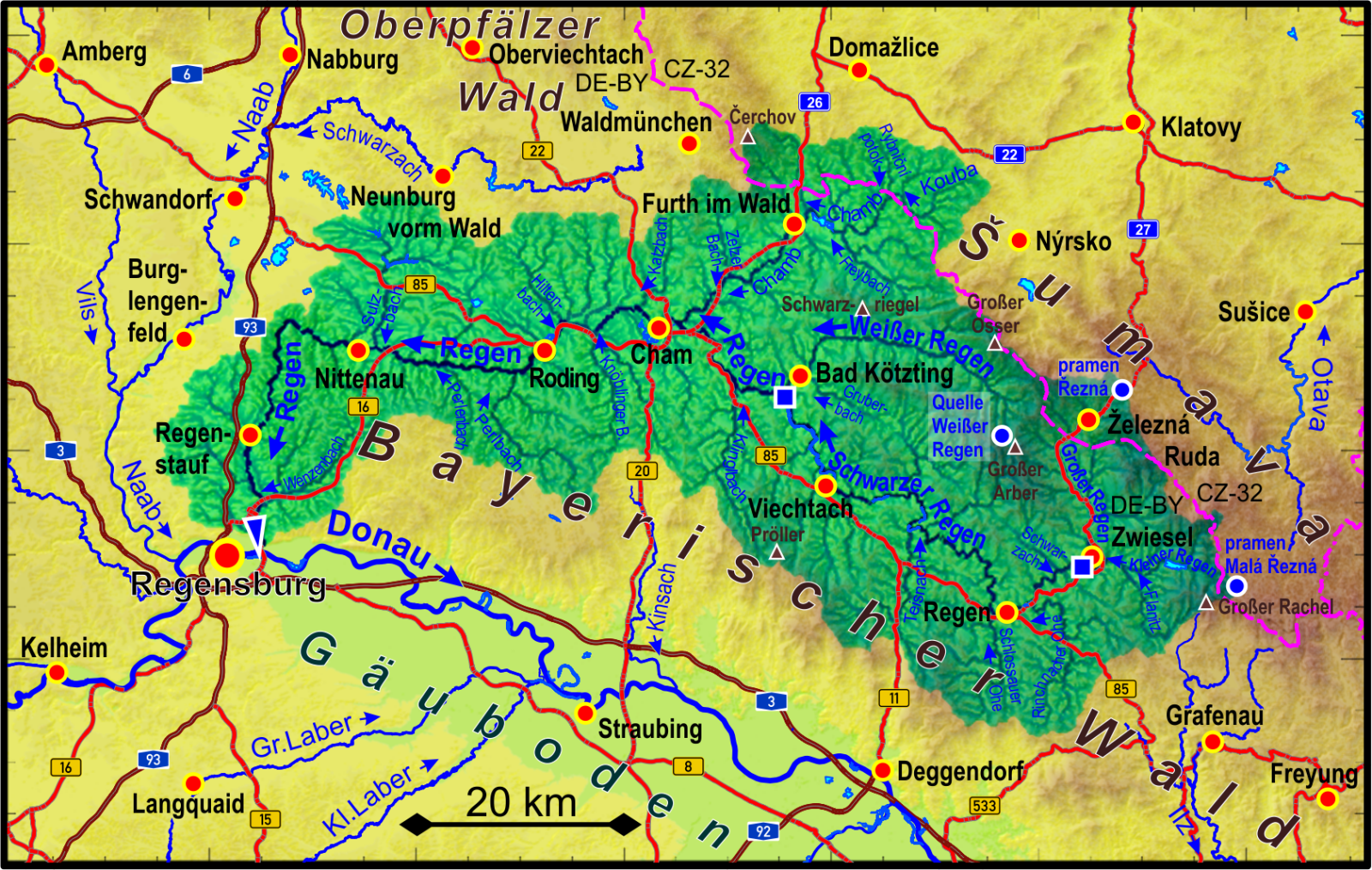
Einzugsgebiet des Regen

### Einzugsgebiet
Der Regen entwässert ein ca. 2878 km² großes Gebiet, das weite Teile des nördlichen Bayerischen Waldes umfasst. Auch die südlichen Ausläufer des Oberpfälzer Waldes liegen im Einzugsgebiet des Regens.
Der längste Quellfluss des Regen, der Große Regen, und sein größter Nebenfluss, der Chamb, haben ihre Quelle jeweils in Tschechien.

### Quellflüsse
Hydrologisch und hydrographisch gesehen liegen sein linker Oberlauf Schwarzer Regen und weiter aufwärts dessen eigener rechter Oberlauf Großer Regen auf dem Hauptstrang des Flusses und werden nur als Nebennamen des gesamten Regen angesehen. Der Fluss trägt den attributlosen Namen Regen ab dem Zusammenfluss des Schwarzen und Weißen Regen bei Pulling zwischen Bad Kötzting und Blaibach, unmittelbar unterhalb der Staumauer des Blaibacher Sees. Bei den Einheimischen werden jedoch auch die Quellflüsse umgangssprachlich alle nur als „der“ Regen bezeichnet.

### Verlauf
Der Fluss verläuft weiter Richtung Nordwesten nach Cham, wo er seinen größten Nebenfluss, den Chamb aufnimmt. Der Regen fließt über Roding, Walderbach und Reichenbach nach Nittenau. An dieser Stelle am „Regenknie“ knickt er nach Südwesten ab und kommt dem Fluss Naab bis auf 6 km nah. Der Regen verläuft danach über Regenstauf und Lappersdorf nach Regensburg und mündet als linker Nebenfluss in die Donau.

### Mündung

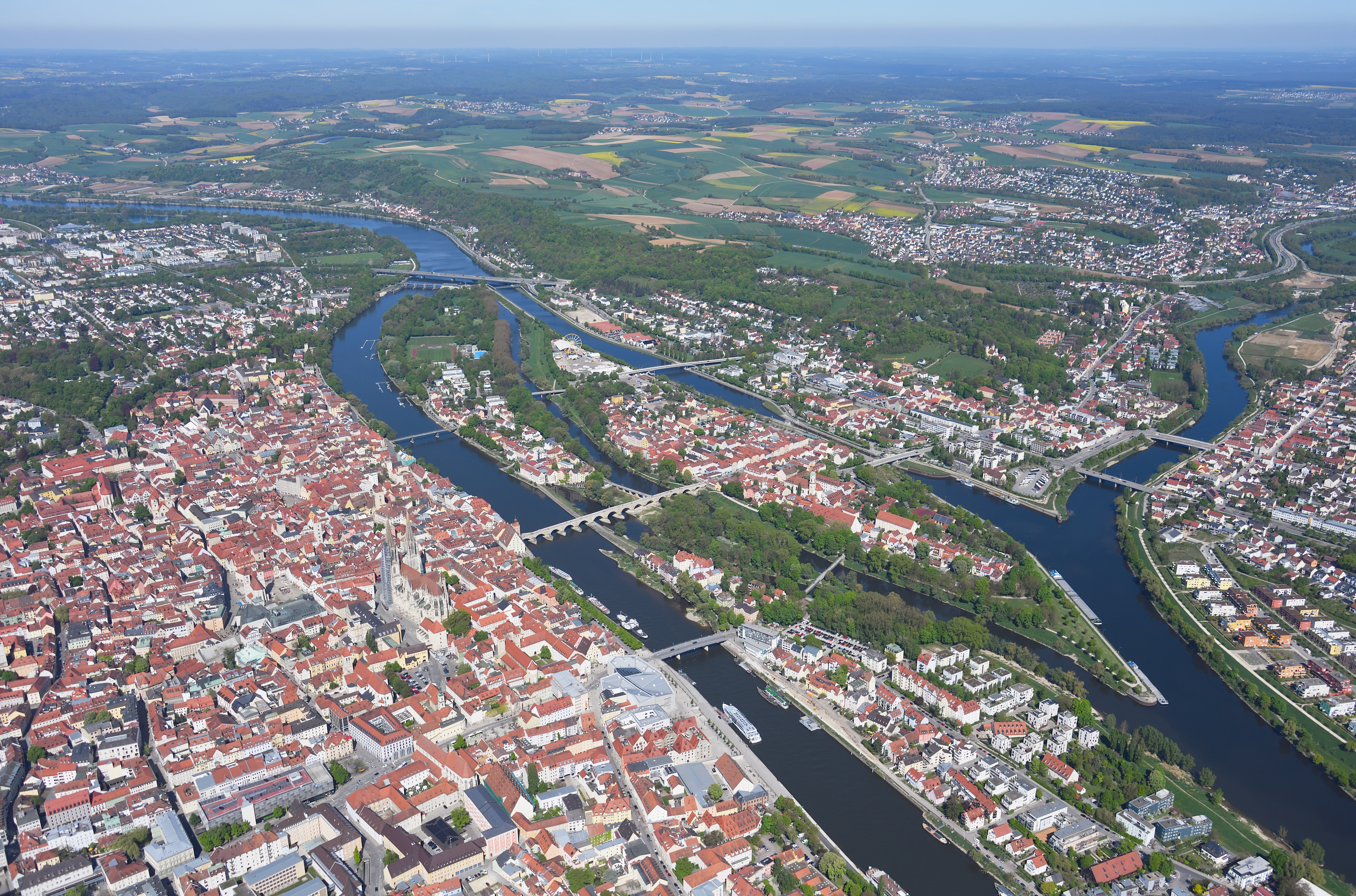
Die Mündung des Regens (am rechten Bildrand) in die Donau

In Regensburg, genauer bei Reinhausen, mündet der Regen in die Donau. Nur auf den letzten 530 Metern wird der Regen von der Berufsschifffahrt genutzt und ist als Bundeswasserstraße ausgewiesen, allerdings nur mit 100 Meter eigener Flussstrecke. Von der Donau zweigt bei der Autobahnbrücke A 93 der Schleusenkanal Regensburg, der so genannte Regensburger Europakanal ab, der nach gut 2 km in den Regen einmündet. Der Abschnitt des Regens von dieser Kanaleinmündung bis zur Mündung in den Donau-Nordarm oberhalb der Regensburger Nibelungenbrücke ist von der amtlichen Flusskilometrierung der Donau erfasst (km 2379,24 bis 2378,82 = Regen-km -0,09).

### Nebenflüsse
Vom Ursprung zur Mündung. Auswahl.
- Schwarzer Regen (linker Oberlauf)
- Weißer Regen (rechter Oberlauf)
- Moosgraben (links, Blaibach-Kreuzbach)
- Pinselbach (rechts, bei Blaibach-Hochfeld)
- Langgraben (rechts, bei Miltach-Riesel)
- Klinglbach, auch Perlbach (links, Miltach)
- Mühlbach (links, bei Chamerau-Staning)
- Roßbach (rechts, Chamerau-Roßbach)
- Grindelbach (rechts, bei Runding-Langwitz)
- Chamb (rechts, Cham-Altenstadt), größter Zufluss des Regens
- Quadfeldmühlbach (links, bei Cham-Michelsdorf) (Abzweig)
- Katzbach (rechts, bei Cham-Katzbach)
- Holderbach (rechts, bei Cham-Ponholzmühle)
- Pitzlinger Bach (rechts, oberhalb-gegenüber Cham-Wulfing)
- Knöblinger Bach (links, bei Cham-Untertraubenbach)
- Landgraben (rechts, unterhalb-gegenüber Cham-Wulfing)
- Aubach (rechts, Pösing)
- Hiltenbach (rechts, Roding-Mühlau)
- Grundbach (links, Roding-Piendling)
- Kammerweiherbach (rechts, bei Roding-Oberdorf)
- Trübenbach (links, Roding-Kienmühle)
- Hechtbach (links, Roding-Wiesing)
- Perlbach (links, nach Roding-Wiesing)
- Höllgraben (links, nach Roding-Imhof)
- Geißgraben (links, oberhalb-gegenüber Roding-Dicherling)
- Emisbachl (links, oberhalb-gegenüber Roding-Dicherling)
- Brunnwiesbachl (rechts, bei Roding-Dicherling)
- Markgraben (rechts, nach Roding-Dicherling)
- Zenzinger Bach (rechts, bei Roding-Zenzing)
- Oberraninger Bach (links, bei Zell-Oberraning)
- Satzbach (rechts, gegenüber Zell-Oberraning)
- Mühlbach (links, bei Zell-Unterraning)
- Wolfsgraben (rechts, bei Walderbach-Kirchenrohrbach)
- Perlenbach (links, bei Walderbach-Katzenrohrbach)
- Hauser Bach (rechts, Walderbach)
- Kühbach (links, unterhalb-gegenüber Walderbach)
- Spitalweiherbach (rechts, nach Walderbach)
- Harsbach (links, Reichenbach)
- Pfaffengraben (links, Reichenbach)
- Kaltenbach (rechts, nach Reichenbach-Kienleiten)
- Heinzlbach (links, Nittenau-Tiefenbach)
- Schwemmbach (links, gegenüber Nittenau-Treidling)
- Sulzbach (rechts, bei Nittenau-Muckenbach)
- Wehrgraben (rechts, bei Nittenau-Bergham)
- Kühgaßbach (links, bei Nittenau)
- Reisachbach (links, Nittenau)
- Oedischbach (rechts, bei Nittenau-Bergham)
- Vellenbach (links, vor Nittenau-Obermainsbach)
- Schloßgraben (rechts, bei Nittenau-Neuhaus)
- Doblbach (links, bei Nittenau-Untermainsbach)
- Frankenbach (links, bei Nittenau-Stefling)
- Dellerbach (rechts, Nittenau-Hengersbach)
- Geiseckbach (links, nach Nittenau-Stefling)
- Schwarzer Graben (rechts, nach Nittenau-Weißenhof)
- Edersbach (rechts, nach Nittenau-Weißenhof)
- Brunnmühlbach (rechts, fast schon gegenüber von Regenstauf-Marienthal)
- Heubach (rechts, gegenüber von Regenstauf-Marienthal)
- Kuchenpfalter Bach (rechts, gegenüber von Regenstauf-Marienthal)
- Römergraben (rechts, unterhalb-gegenüber von Regenstauf-Marienthal)
- Hansbach (rechts, vor Regenstauf-Hirschling)
- Schirmgraben (rechts, vor Regenstauf-Hirschling)
- Almersbach (links, vor Regenstauf-Hinterberg)
- Süssenbach (links, Regenstauf-Süssenbach)
- Hausbach (rechts, bei Regenstauf-Hirschling)
- Schneidergraben (rechts, bei Hirschling)
- Mühlbach (links, Regenstauf-Heilinghausen)
- Leonberger Graben (rechts, bei Regenstauf-Schwaighof)
- Schergengraben (links, bei Regenstauf-Ramspau)
- Karlsteiner Bach (links, bei Regenstauf-Kleinramspau)
- Stadtmühlbach (links, bei Regenstauf-Stadel)
- Ellenbach (links, bei Regenstauf-Fidelhof)
- Diesenbach (rechts, Regenstauf-Diesenbach)
- Wenzenbach (links, Zeitlarn)
- Aschacher Graben (rechts, Lappersdorf-Benhof)
- Lorenzer Graben (rechts, bei Lappersdorf-Lorenzen)
- Rodauer Graben (rechts, Lappersdorf)
- Metzenbach (rechts, Lappersdorf)
- Europakanal (rechts, Regensburg)

### Fischvorkommen
Der Regen ist sehr fischreich. Allein im Gebiet des Schwarzen Regens kommen folgende Arten vor:
Europäischer Aal, Döbel (Aitel), Europäische Äsche, Bachforelle, Bachsaibling, Barbe, Flussbarsch, Bachschmerle, Brachse (Brasse), Elritze, Gründling, Güster, Hasel, Hecht, Huchen, Karpfen, Groppe, Ukelei, Moderlieschen, Nase, Regenbogenforelle, Rotauge, Rotfeder, Quappe, Schleie, Schneider, Wels (Waller), Zander. Die größte Besonderheit ist der Huchen.

### Landschaften
Auf seinem Weg durchfließt der Regen mehrere Landschaften:

#### Regensenke
Von Zwiesel bis Cham durchfließt der (Schwarze) Regen die Regensenke, die den Hinteren Bayerischen Wald im Nordosten vom Vorderen Bayerischen Wald und dem Falkensteiner Vorwald im Südwesten trennt. Der Verlauf des Regens wird, auch nach der Regensenke, immer wieder vom Pfahl beeinflusst. 

#### Naturschutzgebiet Regentalaue
In der Cham-Further Senke zwischen Cham und Pösing weitet sich das Flusstal stark, der Fluss mäandert in weiten Schleifen. Hier ist das neue Naturschutzgebiet Regentalaue zwischen Cham und Pösing entstanden. Das Schutzgebiet ist mit circa 1427 ha das mit Abstand größte Naturschutzgebiet in der Oberpfalz, neben dem des Künischen Gebirges am Oberlauf des Regen, das teilweise im Gebiet Tschechiens liegt. Das erste, 10 ha große Schutzgebiet südlich von Cham entstand 1974. Das Kerngebiet des Naturschutzgroßprojektes Regentalaue umfasst 1776 ha. Die Auenlandschaft mit erlen- und weidengesäumten Stillgewässern wie Teichen und Altwässern ist ein wichtiges Rückzugsgebiet für Wiesenbrüter. Hier können Uferschnepfe, Bekassine und Großer Brachvogel in ihrem Brutbiotop beobachtet werden, aber auch Zugvögel wie Kampfläufer, Dunkler Wasserläufer, Grünschenkel oder Singschwäne bei ihrem Durchzug.

Weitere bedeutsame Vorkommen gibt es an Biber, Schwarzhalstaucher, Wachtelkönig, Rotschenkel, Löffler, Blaukehlchen, Eisvogel, Moorfrosch, Laubfrosch und Gelbbauchunke. Auch für Vegetation (z. B. Kleinseggen, Binsen) und seltene Insekten ist das Naturschutzgebiet ein wichtiger Standort.
In Cham-Untertraubenbach gibt es eine Beobachtungsstation mit Aussichtsturm.

#### Regental
Ab Roding durchfließt der Regen eine breite Talsohle, die den Falkensteiner Forst von der Bodenwöhrer Senke trennt. Ab Stefling verengt sich das Tal zunehmend, und bei Marienthal knickt es nach Süden ab. Im engen Talabschnitt bis Hirschling mit seinen steilen Hängen mäandert der Fluss kaum noch. Ab Hirschling bis Regensburg weitet sich das Tal wieder. 
Das Regental hat ein warmes Klima, weshalb hier Wärme liebende Pflanzen gedeihen, die auch im Donauraum vorkommen. Außerhalb der engen Tallagen gibt es auch warme Berghänge, an denen auf Granit-Grus Trockenrasen und Kiefernwälder gedeihen. Außerdem finden sich Schluchtwälder bei der Burg Stefling und der Burgruine Stockenfels.
Zum Regental gehören folgende Vegetationsbereiche:
- Das strömende Wasser
- Die Altwässer und Anlandungsbecken
- Die feuchten Ufer und die Auwälder
- Die Trockenrasen und Trockenhänge
- Die Silbergrasfluren
- Die Wälder (Kiefer- und Mischwälder und warme Schluchtwälder)

## Wirtschaft
Das Wasser des Regens wird für die Trinkwasserversorgung und zur Energiegewinnung genutzt. Noch heute sind die Mühlen am Regen zahlreich, obwohl etliche nicht mehr in Betrieb sind und teilweise verfallen. Nach wie vor ist die Holzverarbeitung und Papierherstellung ein wichtiger Wirtschaftszweig.

### Das Triften
Seit dem Mittelalter wurde der Regen für die Flößerei genutzt. Ab 1847 war der Fluss bis Zwiesel floßbar. Am 12. April 1847 gingen die ersten sieben Flöße mit Brettern von Zwiesel nach Regensburg ab. In den Wäldern um Zwiesel entstanden sogenannte „Schwellen“, in denen das Wasser der Zuflüsse aufgestaut wurde. Auch der Kleine Arbersee wurde ab 1885 als Stausee benutzt. Oberhalb Zwiesels wurden die Blöcher an der Triftsperre Fällenrechen gesammelt, sortiert und dann weiter flussabwärts gedriftet. Am meisten gefürchtet war das „Bärnloch“, eine etwa vier Kilometer lange Strecke oberhalb von Teisnach, die mit Felsblöcken übersät war. Dort verhakten sich regelmäßig die Stämme zu Hunderten und mussten erst wieder freigemacht werden. Einige „Holländer-Stämme“ gelangten über Regensburg und den Ludwig-Donau-Main-Kanal bis in die Niederlande. Außer Brettern und Stämmen wurde auch Scheitholz getriftet.
Die Flößerei bis Regensburg und Cham fand durch den Bau des Höllensteinsees 1926 ihr Ende. Bis  Ende der 1950er Jahre dauerte die Trift. Zuletzt war sie besonders aus dem Zwieseler Gebiet bis zur Papierfabrik Teisnach von Bedeutung, bis sie mit dem Bau des Regener Sees im Jahr 1955 endete.

## Tourismus
Eine zunehmende Bedeutung erlangt der Tourismus am Regen. Die Region um Nittenau ist Naherholungsgebiet von Regensburg, der Regen ist bekannt als einer der schönsten Bootswanderflüsse Deutschlands und bietet eine gute Infrastruktur für Kanufahrer. Für Wanderer und Radfahrer besteht ein ausgebautes Wegenetz.

### Bilder

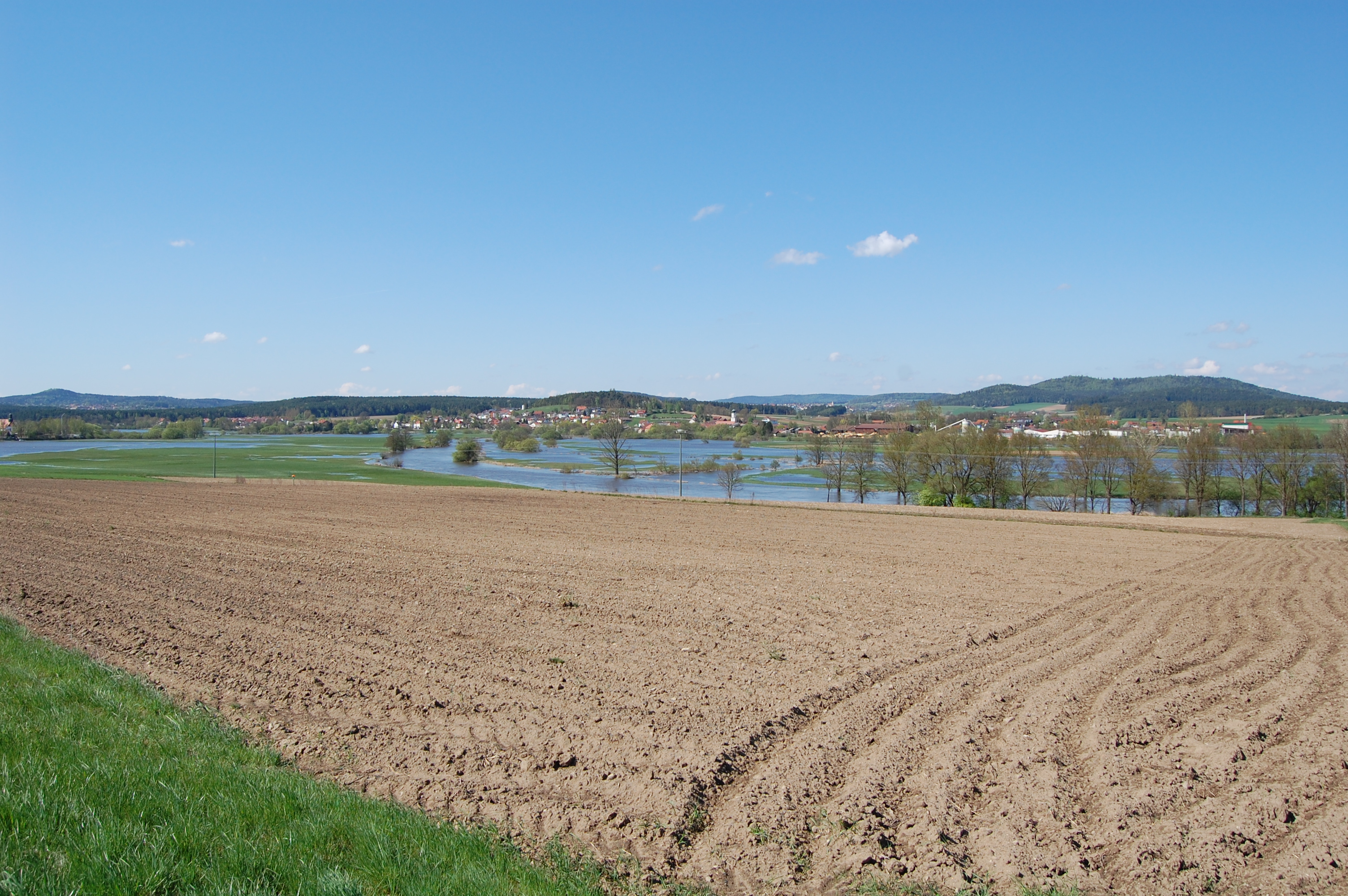
Die Regentalaue bei Pösing während eines der regelmäßigen Hochwasser
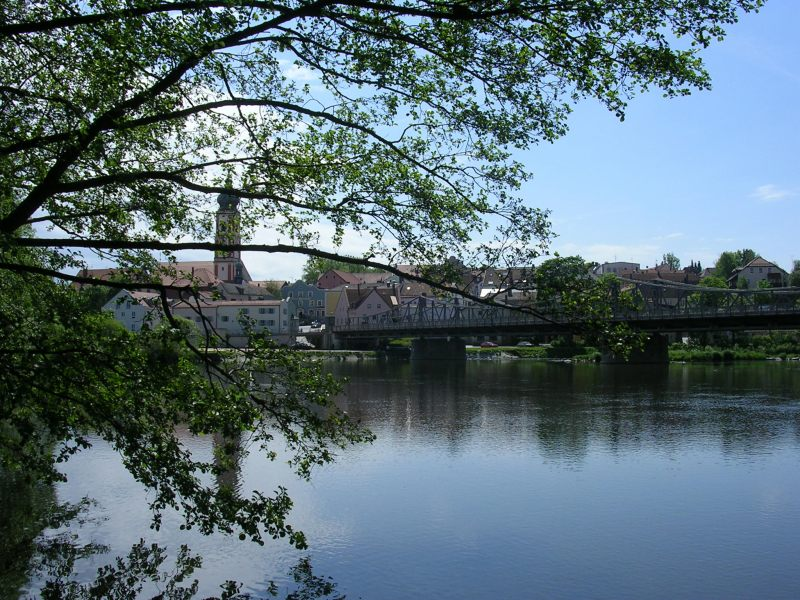
Der Regen bei Roding
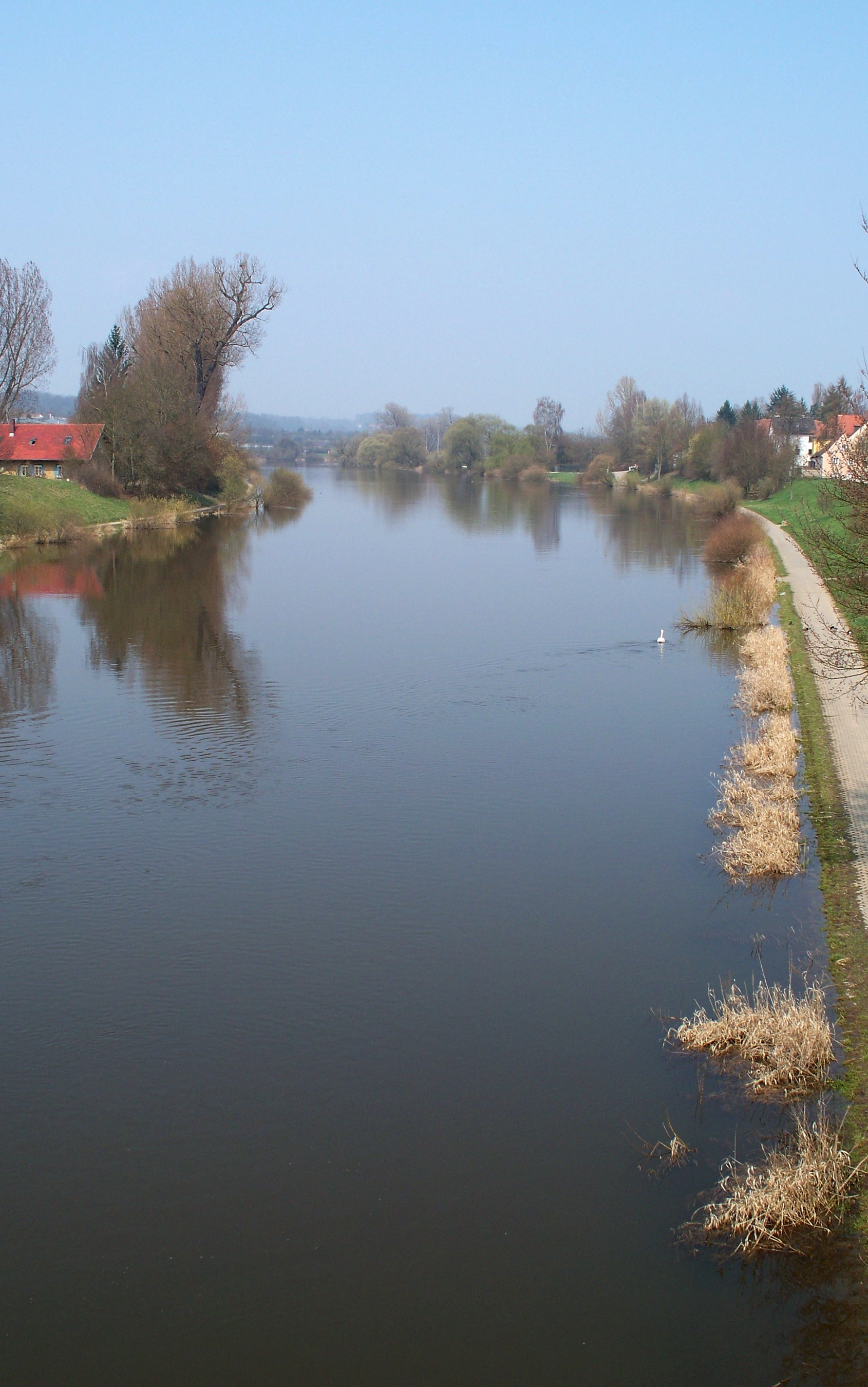
Der Regen bei Reinhausen (nördl. Regensburg) bei der Mündung
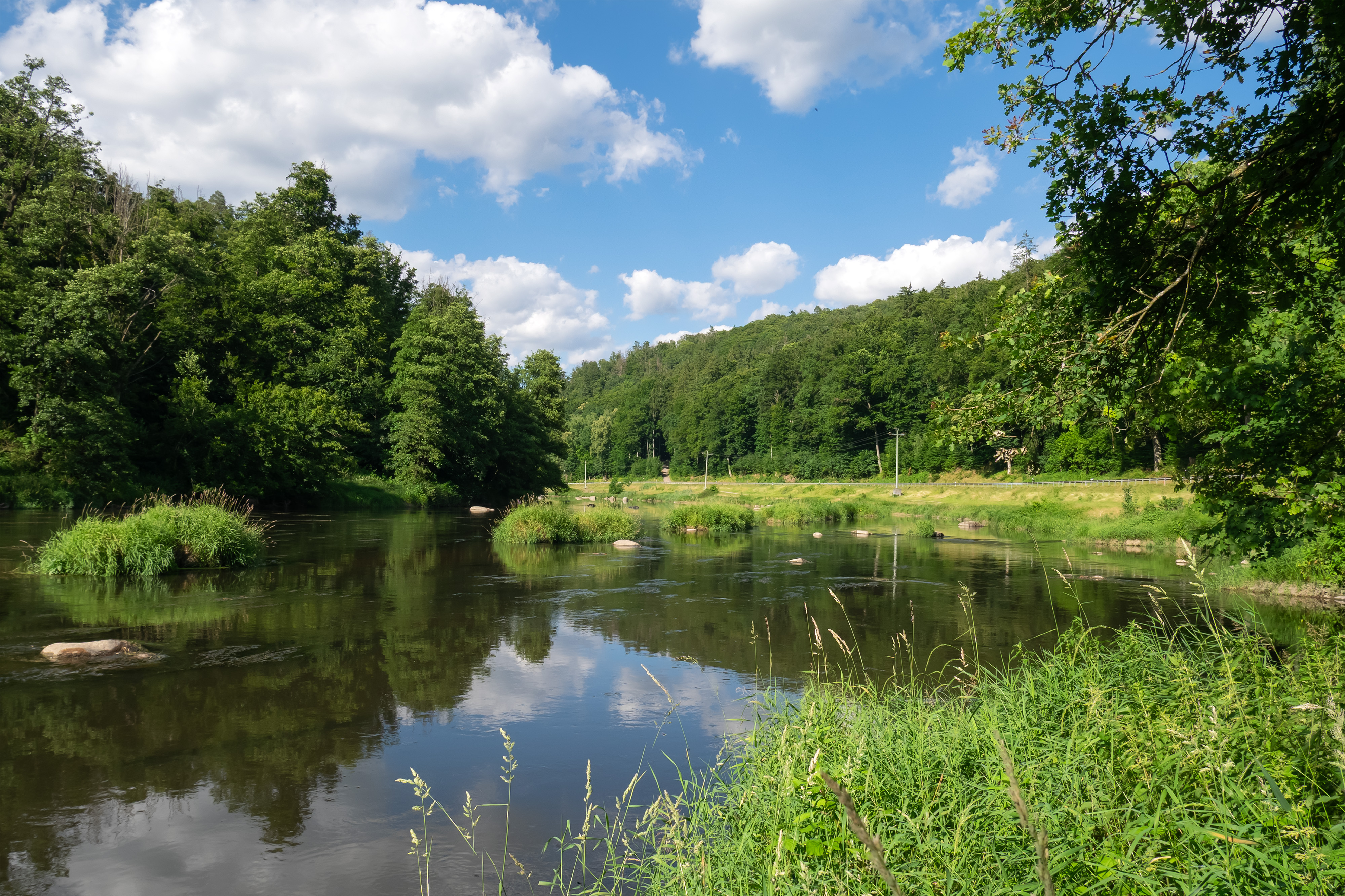
Blick auf den Regen in der Nähe von Marienthal

## Fehlende Dokumentation
Während sonst für kleine und kleinste Bäche in Bayern Gewässerkennzahlen (GKZ) in frei abrufbaren Verzeichnissen dokumentiert wurden, verhält sich das beim Regen ganz anders.
Von den 74 größeren Nebenflüssen des Regens sind nur 6 mit einer GKZ im Gewässerverzeichnis Donau von der Naab bis zur Isar des Bayerischen Landesamts für Umwelt ausgewiesen:
- Klinglbach (GKZ = 152272)
- Chamb (GKZ = 15228)
- Knöblinger Bach (GKZ = 152292)
- Perlbach (GKZ = 152294)
- Sulzbach (GKZ = 152296)
- Wenzenbach (GKZ = 152298)

Außerdem gibt es keine Extra-Datei für den Regen und seine Nebenflüsse, so wie das für einige andere größere Nebenflüsse der Donau der Fall ist, nämlich für Lech, Naab, Isar und Inn.